# کاروانسرای بهشتی
کاروانسرای بهشتی مربوط به دوره قاجار است و در قزوین، خیابان امام خمینی، تقاطع خیابان سعدی واقع شده و این اثر در تاریخ ۱۱ مرداد ۱۳۸۴ با شمارهٔ ثبت ۱۲۵۹۹ به‌عنوان یکی از آثار ملی ایران به ثبت رسیده است.